# Gens Quinctia
Die Quinctier, lateinisch Quinctii, waren in der römischen Republik Angehörige der sehr alten gens Quinctia mit patrizischen Wurzeln.

## Ursprung
Laut Titus Livius wurden die Quinctier (bzw. Quintier) und andere nach der Eroberung von Alba Longa durch den römischen König Tullus Hostilius unter die römischen gentes aufgenommen, wurden deswegen aber als gentes minores betrachtet. Ihr Namen leitet sich von Quinctius oder Quintius ab, wobei Quinctius die ältere Schreibweise darstellt. Die prinzipiellen Familien der Quinctier tragen die Cognomen Capitolinus, Cincinnatus und Flamininus, untergeordnet auch Atta, Barbatus, Caesernius Statius, Claudus, Crispinus, Hirpinus, Pennus (oder Poenus), Scapula und Trogus.  Hauptsächliche Vornamen der Quinctier waren Lucius und Titus, ferner Kaeso, Gaius, Gnaeus und Quintus. Bei den plebejischen Quinctiern waren auch noch andere Vornamen im Gebrauch.
Die Quinctier tauchen geschichtlich erstmals unter Tarquinius dem Älteren auf. Mit Titus Quinctius Capitolinus Barbatus, der zwischen 471 und 439 v. Chr. insgesamt sechsmal Konsul war, bekleiden sie erstmals ein wichtiges Amt. Im Verlauf der Geschichte der römischen Republik stellten die Quinctier insgesamt 18 Konsuln, 16 Konsulartribunen, vier Diktatoren, vier Magister equitum und einen Censor. Aufgrund der Leistungen des Cincinnatus und des Titus Quinctius Capitolinus Barbatus besaßen die Quinctier ein hohes Renommee.

## Etymologie
Das Cognomen Capitolinus ist vom Mons Capitolinus abgeleitet, einem der berühmten sieben Hügel Roms. Cincinnatus und das Agnomen Crispinus der späteren Quinctii Capitolini beziehen sich auf jemanden mit feinem, lockigen Haar und treten gelegentlich zusammen in einer Person auf. Das Cognomen Pennus bedeutet laut Isidorus scharf, spitz. Denkbar ist auch eine Ableitung von penna mit der Bedeutung Feder, Flügel. Flamininus stammt wahrscheinlich vom Substantiv flamen, das auch der gens der Flaminier zugrunde liegt. Die Quinctii Flaminini tauchen erstmals während des Zweiten Punischen Krieges auf und bleiben für die nächsten hundert Jahre von großer Bedeutung.

## Mitglieder

### Seitenzweig Capitolinus (Quninctii Capitolini)
- Lucius Quinctius
  - Lucius Quinctius, Sohn des Vorgenannten
    - Titus Quinctius Capitolinus Barbatus, Sohn des Vorgenannten, sechsmaliger Konsul in den Jahren 471, 468, 465, 446, 443 und 439 v. Chr.[4]
      - Titus Quinctius Capitolinus Barbatus, Sohn des Vorgenannten, Konsul im Jahr 421 v. Chr. und Konsulartribun im Jahr 405 v. Chr.[5]
- Titus Quinctius Capitolinus, Konsulartribun im Jahr 385 v. Chr. und im selben Jahr Magister equitum unter dem Diktator Aulus Cornelius Cossus.[6]
- Titus Quinctius Pennus Capitolinus Crispinus, Diktator im Jahr 361 v. Chr. und Konsul 354 und 351 v. Chr.
- Gnaeus Quinctius Capitolinus, Diktator clavi figendi causa im Jahr 331 v. Chr.[7]
- Titus Quinctius Pennus Capitolinus Crispinus, Konsul im Jahr 208 v. Chr. zusammen mit Marcus Claudius Marcellus, wurde während des Zweiten Punischen Krieges bei Tarent verwundet und verstarb gegen Ende des Jahres.
- Titus Quinctius Crispinus Sulpicianus, Konsul im Jahr 9 v. Chr. zusammen mit Nero Claudius Drusus Germanicus[8]

### Seitenzweig Cincinnatus (Quinctii Cincinnati)

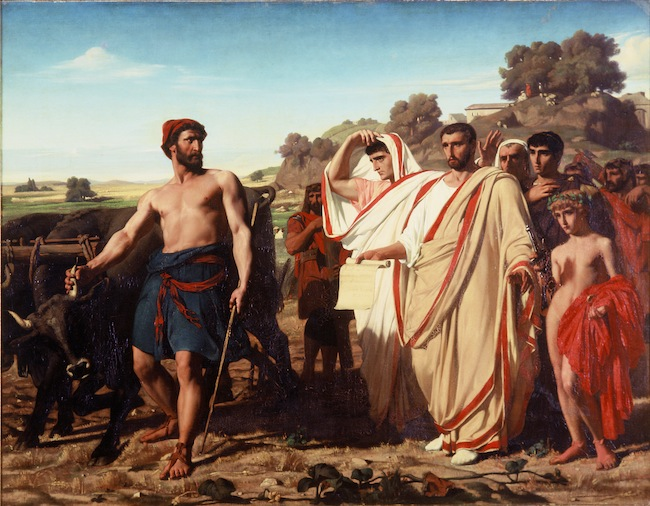
Cincinnatus empfängt die Deputierten des Senats, historisierendes Bild von Léon Bénouville aus dem Jahr 1844.

- Lucius Quinctius Cincinnatus, kurz Cincinnatus, Onkel  von Titus Quinctius Capitolinus Barbatus (Konsul 421 v. Chr.), Konsul im Jahr 460 v. Chr. und Diktator 458 und 439 v. Chr.
  - Kaeso Quinctius, Sohn des Cincinnatus, ging 461 v. Chr. ins Exil, wo er verstarb.
  - Lucius Quinctius Cincinnatus, Sohn des Cincinnatus, dreimaliger Konsulartribun in den Jahren 438, 425 und 420 v. Chr. sowie Magister equitum unter dem Diktator Marcus Aemilius Mamercinus im Jahr 437 v. Chr.[9]
    - Lucius Quinctius Cincinnatus, Sohn des Vorgenannten, dreimaliger Konsulartribun der Jahre 386, 385 und 377 v. Chr.[10]
    - Gaius Quinctius Cincinnatus, Bruder des Vorgenannten, Konsulartribun im Jahr 377 v. Chr.[11]

  - Titus Quinctius Pennus Cincinnatus, Sohn des Cincinnatus, Konsul in den Jahren 431 und 428 v. Chr., Konsulartribun im Jahr 426 v. Chr.
    - Titus Quinctius Cincinnatus Capitolinus, Sohn des Vorgenannten, Konsulartribun der Jahre 388, 385 und 384 v. Chr., Magister equitum im Jahr 385 v. Chr., Diktator im Jahr 380 v. Chr.
      - Titus Quinctius Pennus Cincinnatus Capitolinus, Sohn des Vorgenannten, Konsulartribun im Jahr 368 v. Chr. und Magister equitum unter dem Diktator Marcus Furius Camillus im Jahr 367 v. Chr.[12]
      - Titus Quinctius Pennus Capitolinus Crispinus, Bruder des Vorgenannten, Diktator im Jahr 361 v. Chr., Magister equitum im Jahr 360 v. Chr. und Konsul in den Jahren 354 und 351 v. Chr.
      - Gnaeus Quinctius Capitolinus, Bruder des Vorgenannten, Ädil im Jahr 366 v. Chr.
- Quintus Quinctius Cincinnatus, Konsulartribun in den Jahren 415 und 405 v. Chr.[13]
  - Quintus Quinctius Cincinnatus, Sohn des Vorgenannten, Konsulartribun im Jahr 369 v. Chr.[14]

### Seitenzweig Flamininus (Quinctii Flaminini)

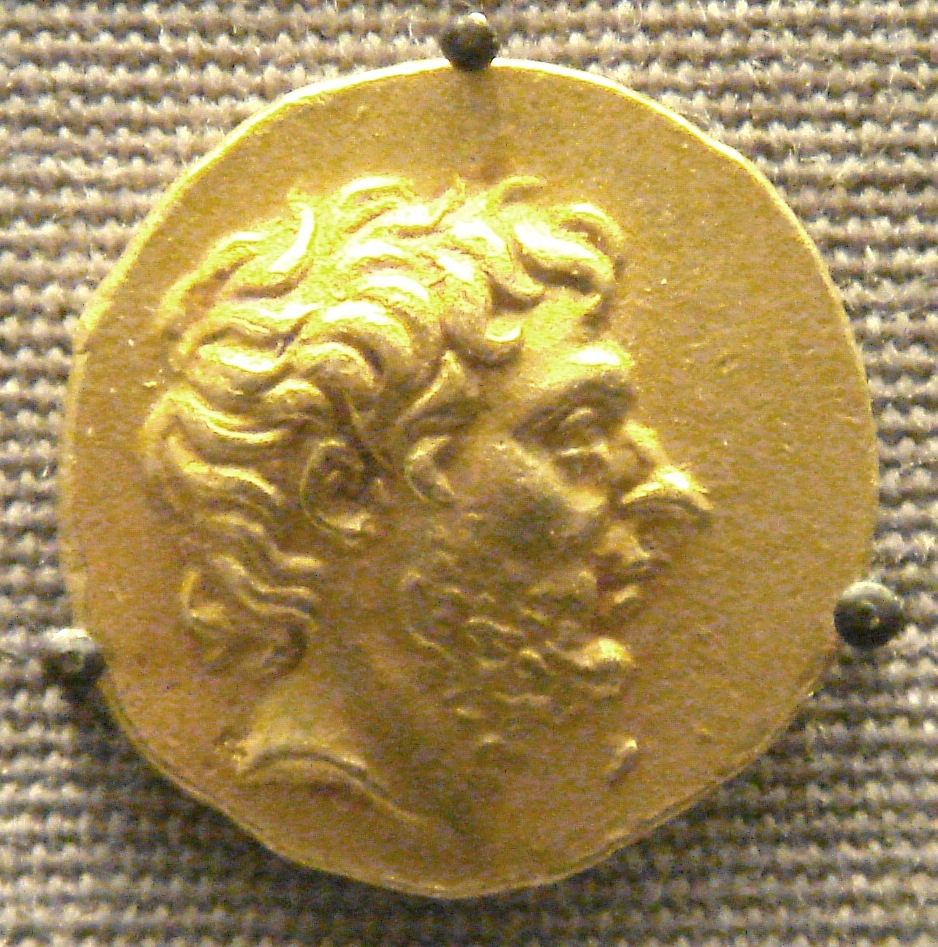
Titus Quinctius Flamininus

- Kaeso Quinctius Claudus, Konsul im Jahr 271 v. Chr.[15]
- Kaeso Quinctius Flamininus, wurde 216 v. Chr. zum Duumvir gewählt und mit der Bauleitung am Concordia-Tempel beauftragt.
- Lucius Quinctius Flamininus, war 212 v. Chr. Augur.[16]
- Titus Quinctius Crispinus, Konsul im Jahr 208 v. Chr.
  - Titus Quinctius Flamininus, Sohn des Vorgenannten, Konsul im Jahr 198 v. Chr. und Zensor im Jahr 189 v. Chr., führte das römische Heer im Krieg gegen Philipp V. von Makedonien und blieb in der Schlacht von Kynoskephalai siegreich.
    - Tiberius Quinctius Flamininus, Sohn des Vorgenannten, Konsul im Jahr 150 v. Chr.[17]
      - Titus Quinctius Flamininus, Sohn des Vorgenannten, Konsul des Jahres 123 v. Chr.

  - Lucius Quinctius Flamininus, Bruder von Titus Quinctius Flamininus, unter dem er im Krieg gegen Philip als General diente, war Konsul im Jahr 192 v. Chr.
- Gaius Quinctius Flamininus, war im Jahr 177 v. Chr. Praetor peregrinus.[18]
- Titus Quinctius Flamininus, war Augur im Jahr 167 v. Chr., wurde im selben Jahr als Botschafter zu König Kotys nach Thrakien entsandt.[19]
- Titus Quinctius Atta, römischer Komödiendichter, verstarb im Jahr 77 v. Chr.

### Seitenzweig Claudus (Quinctii Claudi)
- Gnaeus Quinctius Claudus
  - Lucius Quinctius Claudus
    - Kaeso Quinctius Claudus, Sohn des Vorgenannten und Enkel des Erstgenannten, Konsul im Jahr 271 v. Chr.

### Seitenzweig Caesernius Statius (Quinctii Caesernii Statii)
- Titus Quinctius Caesernius Statius Macedus
  - Titus Quinctius Caesernius Statius Statianus Memmius Macrinus, Sohn des Vorgenannten, Konsul im Jahr 141 v. Chr.
  - Titus Quinctius Caesernius Statius Macedus Quinctianus, Sohn des Erstgenannten, Konsul im Jahr 138 v. Chr.

### Andere
- Decimus Quinctius, seine Verwandtschaftsverhältnisse liegen im Dunkeln, befehligte im Jahr 210 v. Chr. während des Zweiten Punischen Krieges die römische Flotte vor Tarent und fiel im Kampf.[20]
- Titus Quinctius Trogus, wurde vom Quästor Marcus Sergius angeklagt.[21]
- Publius Quinctius, wurde im Jahr 81 v. Chr. von Cicero in seiner ersten überlieferten Gerichtsrede Pro P. Quinctio verteidigt.[22]
- Lucius Quinctius, Prätor im Jahr 67 v. Chr., widersetzte sich der von Sulla ausgearbeiteten Verfassung und war ebenfalls ein Gegner von Lucius Licinius Lucullus.
- Titus Quinctius Scapula, war während des Bürgerkrieges ein Parteigänger von Pompeius.
- Quinctius Hirpinus, Freund des Dichters Quintus Horatius Flaccus.[23]